# Tatabányai SC
El Tatabányai Sport Club Labdarúgó Szakosztály (en español: Sección de Fútbol de Clubes Deportivos de Tatabánya), es un equipo de fútbol de Hungría que juega en la NB III, la tercera liga de fútbol más importante del país.

## Historia
Fue fundado en el año 1910 en la ciudad de Tatabánya por Ferenc Frei, un operario de minería en un tiempo en que habían surgido equipos fuertes fuera de la capital Budapest como Debrecen, Miskolc y Győr.
Nunca ha ganado la NB I ni el torneo de copa, a pesar de haber jugado 3 finales. Cuenta con un grupo de aficionados conocido como Turul Ultrái, fundado en el año 2000.
A nivel internacional ha participado en 7 torneos continentales, en los cuales nunca ha podido superar la Tercera Ronda.

## Palmarés
- Copa de Hungría: 0
  - Finalista: 3

1971/72, 1984/85, 1998/99

## Participación en competiciones de la UEFA
| Temporada | Torneo         | Ronda | Club                      | Casa | Visita | Global  |
| --------- | -------------- | ----- | ------------------------- | ---- | ------ | ------- |
| 1981/82   | Copa UEFA      | 1     | Real Madrid CF            | 2-1  | 0-1    | 2-2 (V) |
| 1982/83   | Copa UEFA      | 1     | AS Saint-Étienne          | 0-0  | 1-4    | 1-4     |
| 1985/86   | Recopa         | 1     | SK Rapid Wien             | 1-1  | 0-5    | 1-6     |
| 1987/88   | Copa UEFA      | 1     | Vitória Guimaraes         | 1-1  | 0-1    | 1-2     |
| 1988/89   | Copa UEFA      | 1     | VfB Stuttgart             | 2-1  | 0-2    | 2-3     |
| 2001      | Copa Intertoto | 1     | HB Tórshavn               | 3-0  | 4-0    | 7-0     |
|           |                | 2     | HNK Cibalia               | 3-2  | 0-0    | 3-2     |
|           |                | 3     | FC Zenit Saint Petersburg | 1-2  | 1-2    | 2-4     |
| 2002      | Copa Intertoto | 1     | FC Shirak                 | 2-3  | 3-1    | 5-4     |
|           |                | 2     | Tiligul Tiraspol          | 4-1  | 1-1    | 5-2     |
|           |                | 3     | Brescia Calcio            | 1-1  | 1-2    | 2-3     |

## Entrenadores destacados
- Nándor Hidegkuti (1966)
- Ferenc Mészáros (2003)
- Ferenc Mészáros (2007)
- Octavio Zambrano (2008-09)